# Тери Бучер
Теренс Ијан Бучер (Сингапур, 28. децембар 1958) бивши је енглески фудбалер и садашњи фудбалски тренер. Током играчке каријере био је на позицији одбрамбеног играча.
Био је капитен репрезентације Енглеске, за  коју је одиграо 77 утакмица за десет година, укључујући три Светска првенства. Такође је остварио клупску каријеру, истакао се у Ипсвич Тауну и Рејнџерсу. Био је тренер клуба из Енглеске, Шкотске, Аустралије и Велса, а током 2018. године тренирао је репрезентацију Филипина.

## Биографија
Бучер је рођен 28. децембра 1958. године у Сингапуру, где је његов отац радио у Краљевској ратној морнарици. Већи део детињства провео је у Лоустофту, где је похађао Лоустофтску гимназију.
Одбио је понуду да се прикључи младом тиму Норич Ситија, пошто је био обожавалац њиховог ривала, Ипсвич Тауна, за који је почео да игра у августу 1976. године, након три недеље пробног периода.
Бучер се оженио 1980. године и има кућу у Бавдсију у Сафоку. Његови родитељи, као и супруга још увек живе у Сафоку.  Има два сина, а трећи, Кристофер слуужио је у Краљевској аритиљерији у Авганистану, а преминуо је у октобру 2017. године у 35. години живота. Његов рођак је Пат Невин, бивши шкотски фудбалер. Бачер је обожавалац хеви метал бенда Iron Maiden и пријатељи са басистом и оснивачем тог бенда, Стивом Харисом. Подржава Конзервативну партију.
Док је живео у Сафоку, Бучер је радио нкао новинар на великом броју телевизијских мрежа и спортских телевизијских канала. Током Светског првенства у фудбалу 2006. године, Бучер је радио за Би-Би-Си спорт.

## Клупска каријера
Бучер је дебитовао за Ипсвич Таун на мечу против Евертона 15. априла 1978. године и током наредних осам сезона етаблирао се као главни централни дефанзивац клуба, комбинујући вођство са великом способношћу и храброшћу. Тоје убрзо приметио Рон Гринвуд, тренер репрезентације Енглеске, који је позвао Бучера у тим, а он је дебитовао за репрезентацију у пријатељској утакмици против репрезентације Аустралије 1980. године. Током 1981. године Бучер је био део тима Ипсвич Тауна који је освојио Куп УЕФА под вођством Бобија Робсона и тако освојио прву титулу Купа УЕФА од 1962. године. Године 1986. Бучер је напустио Ипсвич Тауин и придружио се Рејнџерсу, који је за њега платио 725.000 фунти у јулу 1986. године. Као капитен, води је тим до три лигашке титуле у четири сезоне, укључујући и два Купа Шкотске.
У новембру 1987. године сломио је ногу током утакмице против Абердина, па је паузирао читаву сезону. Пре него што је повређен. Бучер је био близу да потпише са Манчестер јунајтедом за милион фунти, али је трансфер прекинут због његове повреде.
У априлу 1988. године, Бучер је осуђен за непримерено понашање на утакмици против Селтика која је одиграна у новембру 1987. године. Новчано је кажњен са 250 фунти.  У октобру 1988. године био је под истрагом након што је уништио имовину стадиона Питодри. Против њега није поднета критична пријава, али му је фудбалски савез Шкотске изрекао казну од 1500 фунти. Последњу утакмицу за Рејнџерс одиграо је у септембру 1990. године, када је његов тим поражен резултатом 2:1 од Данди јунајтеда. Дана 15. новембра склопио је уговор вредан 400.00 фунти да постане играч-менаџер Ковентри Ситија. Једна од његових првих утакмица као тренера била је против Лидс јунајтеда, која је завршена резултатом 1:1.
Друге ране резултате на месту тренера имао је у победи против Нотингем Фореста у четвртој рунди Енглеског Лига купа. Бучер је уписао шест лигашких наступа за Ковентри Сити, када су завршили на 16. месту Прве дивизије 1990-91. године, а затим се пензионисао као играч. Са места тренера Ковентри Ситија отпуштен је 6. јануара 1992. године, након лоших резултата клуба, а заменио га је Дон Хове.
Бучер се као играч поново регистровао у августу 1992. године када је потписао уговор за Сандерланд. Играо је на 38 утакмица за Сандерланд од 1992. до 1993. године, а након тога постао је тренер овог клуба, у јануару 1993. године и осигурао му опстанак у Првој Дивизији. Отпуште је 26. новембра 1993. године, након разочарајућег почетка сезоне 1993/1994. када се Сандерланд борио да не испадне из лиге. Након тога, Бучер је одиграо три утакмице за Клидебенк током 1993. године и повукао се из играчке каријере.

## Каријера у репрезенацији
Бучерове наступа у Ипсвич Тауну приметио је тадашњи тренер Енглеске, Рон Гринвуд, који га је позвао да игра за репрезентацију Енглеске на пријатељском мечу против репрезентације Аустралије, 31. маја 1980. године. Други меч одиграо је 10 месеци касније у поразу од репрезентације Шпаније резултатом 2:1. Године 1982. Бучер је био најмлађи у одбрамбеном саставу репрезентације Енглеске током Светског првенства 1982. године у Шпанији. У овом периоду постао је редован члан националног тима и остао у првој постави репрезентације Енглеске читаве деценије играјући и на Светском првенству 1986. године. На том првенству Бучер је играо на мечу против репрезентације Аргентине. Након што је сломио ногу није могао да игра за репрезентацију Енглеске у групној фази за Европско првенство 1988. године, а тренер Робсон био је приморан да се ослонио на мање искусног Тонија Адамса и Марка Врита.
Бучер је играо на квалификацијама за Светско првенство у септембру 1989. године, али је током игре посекао чело. Енглеска је стигла до полуфинала Светског првенства 1990. године, а након тога Бучер се повукао из репрезентације, где је играо на 77 утакмице и постигао 3 гола, током периода од 10 година.

## Тренерска каријера
Бучер је напустио Рејнџерсе 15. новембра 1990. године, а у том клубу био је играч-менаџер. Тада је имао 32 године и био најмлађи тренер у Фудбалској лиги Енглеске. У периоду од 1990. до 1992. године био је тренер Ковентри Ситија, током 1992. године били су на тринаестом месту табеле, али је он отпуштен 6. јануара 1992. године. Након тога, Бучер је одиграо шест утакмица за Ковентри Сити. У фебруару 1993. године именован је за тренера Сандерланда, а након тога се поново регистровао као играч, две године од пензионисања. Тренер Сандерланда био је током сезоне 1992-93. али је отпуштен у децембру. У октобру 2001. године постао је помоћник Ерику Блеку у Мадервелу, који је играо у Премијер лиги Шкотске. Бучер се у овом периоду суочио са озбиљним финансијским потешкоћама у Мадервелу, али тим је ипак успео да стигне до финала Купа шкотске лиге, где је поражен од Рејнџерса, клуба за који је Бучер играо. Дана 17. маја 2006. године Бучер је постао тренер Сиднеја, потписујући двогодишњи уговор. Дана 7. фебруара 2007. године отпуштен је са места тренера Сиднеја због лоших резултата. Помоћни тренер клуба Партик тисл постао је 30. марта 2007. године, али то је било краткотрајно, јер је 24. априла 2007. године постао тренер Брентфорда (званично 7. маја 2007.). После лоших резултата на клупи Брентфорда, укључујући само 5 победа у 23 утакмице био је под све већим притиском навијача и напустио Брентфорд 11. децембра 2007. године.
Године 2008. именован је за помоћника Џорџа Бирлија током у репрезентацији Шкотске током квалификација за Светско првенство 2010. године. У новембру 2009. Бурли је отпушен са места тренера репрезентације Шкотске, а истовремено тим је напустио и Бучер. Дана 27. јануара 2009. године Бучер је постављен за тренера клуба Инвернес Каледонијан Тисл потписавши осамнаестомесечни уговор. Бучеру се придружио Маурис Малас као његов помоћник у клубу. У мају 2009. године клуб је испао из Премијер лиге Шкотске, а након лошег почетка сезоне 2009/10. Бучер је успео да побољша тим. До краја марта водио је клуб са 16 бодова заостатка за лидером Данди до само 4 бода заостатка. Са клубом Инвернес Каледонијан Тисл остварио је напредак и наредне сезоне. У априлу 2010. године уговор му је продужен до краја сезоне 2011/12. Током сезоне 2010/11. клуб је завршио на једанаестом месту. Након тога, Бучер је увршћен у Фудбалску дворану славних Шкотске у новембру 2011. године.  Током сезоне 2012-13. Бучер је доби други пут награду „Менаџер месеца” због победе над ривалима клуба. У јануару 2013. године одбио је понуду да управља Барнслијем.
Дана 5. новембра 2013. године Инвернес Каледонијан Тисл потврдио је да ће Бучера заменити Пет Фелон. Након тога, Бучер је потписао уговор са Хибернијаном, на три године, а клуб је потврдио његово именовање 12. новембра. Дана 25. маја 2014. године Хибернијан је испао из Првенства Шкотске, а Бучер је то испадање описао као „најмрачнији дан у фудбалу”. Џејмс МекПејк критиковао је Бучера и кривио њега за испадање клуба. Клуб га је на крају оптустио 10. јуна 2014. године. За тренера велшког Њупорт каунтија постављен је 30. априла 2015. године, након што је потписао уговор на две године. Тим је преузео на крају сезоне 2014-15. припремајући се за наредну сезону, али је отпуштен 1. октобра 2015. године, јер је Њупорт каунти освојио само пет бодова из девет мечева. Дана 14. јуна 2018. године Бучер је постао главни тренер репрезентације Филипина. Требао је да води репрезентацију Филипина на Азијски куп 2019. године, али је 2. августа 2018. године објавио да неће преузети главну улогу тренера националног тима. Помоћни тренер репрезентације Филипина Скот Купер преузео је његову функцију. Дана 26. јула 2019. године потврђено је да је Бучер постао тренер кинеског клуба Гуангзо, као тренер одбране.

## Статистика каријере

### Као играч

#### Клуб
| Статистика клуба  | Статистика клуба                     | Статистика клуба  | Лига | Лига | Куп         | Куп         | Лига куп          | Лига куп          | Континентални куп | Континентални куп | Укупно | Укупно |
| Клуб              | Лига                                 | Season            | Ута  | Гол  | Ута         | Гол         | Ута               | Гол               | Ута               | Гол               | Ута    | Гол    |
| Енглеска          | Енглеска                             | Енглеска          | Лига | Лига | ФА куп      | ФА куп      | Енглески Лига куп | Енглески Лига куп | Europe            | Europe            | Укупно | Укупно |
| ----------------- | ------------------------------------ | ----------------- | ---- | ---- | ----------- | ----------- | ----------------- | ----------------- | ----------------- | ----------------- | ------ | ------ |
| Ипсвич Таун       | Прва дивизија                        | 1977–78           | 3    | 0    |             |             |                   |                   |                   |                   | 3      | 0      |
| Ипсвич Таун       | Прва дивизија                        | 1978–79           | 21   | 2    | 1           | 0           | 2                 | 0                 |                   |                   | 24     | 2      |
| Ипсвич Таун       | Прва дивизија                        | 1979–80           | 36   | 2    | 4           | 0           | 2                 | 0                 | 4                 | 0                 | 46     | 2      |
| Ипсвич Таун       | Прва дивизија                        | 1980–81           | 40   | 4    | 7           | 0           | 5                 | 0                 | 12                | 2                 | 64     | 6      |
| Ипсвич Таун       | Прва дивизија                        | 1981–82           | 27   | 1    | 1           | 0           | 6                 | 0                 | 2                 | 0                 | 36     | 1      |
| Ипсвич Таун       | Прва дивизија                        | 1982–83           | 42   | 0    | 3           | 0           | 2                 | 0                 | 2                 | 1                 | 49     | 1      |
| Ипсвич Таун       | Прва дивизија                        | 1983–84           | 34   | 1    | 2           | 0           | 4                 | 0                 |                   |                   | 40     | 1      |
| Ипсвич Таун       | Прва дивизија                        | 1984–85           | 42   | 2    | 5           | 0           | 9                 | 0                 |                   |                   | 56     | 2      |
| Ипсвич Таун       | Прва дивизија                        | 1985–86           | 27   | 4    | 5           | 0           | 2                 | 2                 |                   |                   | 34     | 6      |
| Шкотска           | Шкотска                              | Шкотска           | Лига | Лига | Шкотски куп | Шкотски куп | Шкотски Лига куп  | Шкотски Лига куп  | УЕФА              | УЕФА              | Укупно | Укупно |
| Рејнџерс          | Шкотска Премијер лига                | 1986–87           | 43   | 2    | 1           | 0           | 5                 | 0                 | 6                 | 0                 | 55     | 2      |
| Рејнџерс          | Шкотска Премијер лига                | 1987–88           | 11   | 1    | 0           | 0           | 3                 | 0                 | 4                 | 0                 | 18     | 1      |
| Рејнџерс          | Шкотска Премијер лига                | 1988–89           | 34   | 2    | 8           | 0           | 5                 | 0                 | 4                 | 1                 | 51     | 3      |
| Рејнџерс          | Шкотска Премијер лига                | 1989–90           | 34   | 3    | 2           | 0           | 5                 | 0                 | 2                 | 0                 | 43     | 3      |
| Рејнџерс          | Шкотска Премијер лига                | 1990–91           | 5    | 0    | 0           | 0           | 3                 | 1                 | 1                 | 0                 | 9      | 1      |
| Енглеска          | Енглеска                             | Енглеска          | Лига | Лига | ФА куп      | ФА куп      | Енглески Лига куп | Енглески Лига куп | УЕФА              | УЕФА              | Укупно | Укупно |
| Ковентри Сити     | Прва дивизија                        | 1990–91           | 6    | 0    |             |             |                   |                   |                   |                   |        |        |
| Ковентри Сити     | Прва дивизија                        | 1991–92           | 0    | 0    |             |             |                   |                   |                   |                   |        |        |
| Сандерланд        | Прва дивизија                        | 1992–93           | 38   | 0    |             |             |                   |                   |                   |                   |        |        |
| Шкотска           | Шкотска                              | Шкотска           | Лига | Лига | Шкотски куп | Шкотски куп | Шкотски Лига куп  | Шкотски Лига куп  | УЕФА              | УЕФА              | Укупно | Укупно |
| Клидебенк         | Прва дивизија Фудбалске лиге Шкотске | 1993–94           | 3    | 0    |             |             |                   |                   |                   |                   |        |        |
| Укупно            | Енглеска                             | Енглеска          | 316  | 16   |             |             |                   |                   |                   |                   |        |        |
| Укупно            | Шкотска                              | Шкотска           | 130  | 8    |             |             |                   |                   |                   |                   |        |        |
| Укупно у каријери | Укупно у каријери                    | Укупно у каријери | 446  | 24   |             |             |                   |                   |                   |                   |        |        |

### Тренер
Ажурирано 29. септембар 2015.
| Тим                       | Лига                                                       | Од                 | До                 | Статистика | Статистика | Статистика | Статистика | Статистика | Статистика |
| У                         | П                                                          | Н                  | И                  | Поб. %     |            |            |            |            |            |
| ------------------------- | ---------------------------------------------------------- | ------------------ | ------------------ | ---------- | ---------- | ---------- | ---------- | ---------- | ---------- |
| Ковентри Сити             | Прва фудбалска лига Енглеске                               | 14. новембар 1990. | 6. јануар 1992.    | 60         | 20         | 14         | 26         | 033,33     |            |
| Сандерланд                | Премијер лига                                              | 5. фебруар 1993.   | 26. новембар 1993. | 43         | 13         | 8          | 22         | 030,23     |            |
| Мадервел                  | Премијер лига Шкотске                                      | 24. април 2002.    | 17. мај 2006.      | 175        | 60         | 37         | 78         | 034,29     |            |
| Сиднеј                    | Аустралијска А-лига                                        | 17. мај 2006.      | 8. фебруар 2007.   | 23         | 9          | 8          | 6          | 039,13     |            |
| Брентфорд                 | Енглеска лига 2                                            | 7. мај 2007.       | 11. децембар 2007. | 23         | 5          | 5          | 13         | 021,74     |            |
| Инвернес Каледонијан Тисл | Прва дивизија Фудбалске лиге Шкотске Премијер лига Шкотске | 27. јануар 2009.   | 11. новембар 2013. | 208        | 86         | 57         | 65         | 041,35     |            |
| Хибернијан                | Премијер лига Шкотске                                      | 12. новембар 2013. | 10. јун 2014.      | 29         | 6          | 8          | 15         | 020,69     |            |
| Њупорт каунти             | Енглеска лига 2                                            | 2. мај 2015.       | 1. октобар 2015.   | 12         | 1          | 3          | 8          | 008,33     |            |
| Укупно                    | Укупно                                                     | Укупно             | Укупно             | 571        | 200        | 140        | 231        | 035,03     |            |

## Трофеји

### Играч
Ипствич таун
- УЕФА куп: 1980–81.

Рејнџерс
- Прва дивизија Фудбалске лиге Шкотске: 1986–87, 1988–89, 1989–90.
- Лига куп Шкотске: 1986–87, 1988–89.

### Тренер
Инвернес Каледонијан Тисл
- Прва дивизија Фудбалске лиге Шкотске: 2009–10.

### Индивидуални
- Играч године Ипствич тауна: 1984–85, 1985–86.[84]
- Зид славних Рејнџерса: увршћен 2000. године[15]
- Зид славних Ипствич тауна: увршћен 2010.[85]
- Шкотски фудбалски зид славних: увршћен 2011.[61]